# Sepp Greger
Joseph "Sepp" Greger, né le 4 février 1915 à Scheyern près de Pfaffenhofen et mort le 2 août 2010 à Dachau (à 95 ans), est un pilote automobile de courses de côte essentiellement, mais aussi sur circuits et en rallyes, qui courut jusqu'à un âge avancé.

## Biographie
Débutant avant la Seconde Guerre mondiale dans des courses de Grasstrack, sa carrière en sport automobile s'étale ensuite sur une longue période à partir de 1950-51 (sur Volkswagen) et 1952 (sur Porsche "définitivement" alors), ce qui lui permet entre autres de participer à plus de 150 courses dans le cadre du championnat d'Europe de la montagne, presque exclusivement sur des voitures Porsche entre 1957 et 1989. Il dispute aussi les Mille Miglia et de nombreux rallyes nationaux (dont celui de Bavière qu'il dirigea par la suite).
En 1990 alors âgé de 75 ans, il se retire du milieu des sports mécaniques après avoir disputé près de 1200 courses et obtenu 236 victoires en montagne et sur des circuits internationaux.
Organisateur du réputé Greger Racing Show dans la halle olympique de Munich, il a exercé la profession de concessionnaire automobile à Munich et Dachau (pour Volkswagen, Audi et Porsche).

## Palmarès

### Titres
- Triple Champion d'Europe de la montagne, de catégorie Tourisme (Touring) en 1968 (Porsche Carrera 6 Gr.S), Grand Tourisme en 1969 (911T Gr.3) et 1973 (911 Carrera Gr.4);
- Trophée FIA, en 1973;
- Champion d'Allemagne de la montagne à trois reprises, dont 1964 (GT) et 1966 (GT, sur Porsche 906 Carrera);
  - Vice-champion d'Europe de la montagne à six reprises (dont 1960 et 1961 sur Porsche en catégorie Sports Cars (3e en 1962))[1];

## Victoires notables en championnat d'Europe
- Gaisberg, en 1960 sur Porsche RSK 1600 ;
- Trento Bondone, en 1961 sur Porsche RSK 1600 ;
- Gaisberg, en 1961 sur Porsche RSK 1600 ;
- Ollon Villars, en 1962 sur Porsche RS ;
- Gaisberg, en 1962 sur Porsche RS ;
- Ulm, en 1969 sur Porsche 910.

## Distinctions
- 1969 : Grande Coupe ONS (alors plus haute distinction en sport automobile de la République fédérale d'Allemagne) ;
- 1970 : Feuille de laurier argentée (plus haute distinction sportive officielle de la RFA) ;
- 1990 : Insigne d'or avec diamants de l'ADAC ;
- 2005 : Bayerische Sportpreis (catégorie Sportliches Lebenswerk).

## Source de la traduction
- (de) Cet article est partiellement ou en totalité issu de l’article de Wikipédia en allemand intitulé « Joseph Greger » (voir la liste des auteurs).